# ルム・チャウナ
ルム・チャウナ（Loum Tchaouna, 2003年9月8日 - ）は、チャドのンジャメナ出身のプロサッカー選手。プレミアリーグのバーンリーFC所属。ポジションはフォワード。

## 経歴

### レンヌ
2021年9月26日にリーグ・アンのスタッド・レンヌでプロデビューした。
2022年8月30日にディジョンFCOへ期限付き移籍した。

### サレルニターナ
2023年8月30日にセリエAのUSサレルニターナ1919へ完全移籍し、3年契約を結んだ。
2023-24シーズンは35試合に出場して6得点を記録したが、チームはセリエBへ降格した。

### ラツィオ
2024年7月1日にSSラツィオへ完全移籍し、5年契約を結んだ。移籍金は800万ユーロ。

### バーンリー
2025年7月2日にプレミアリーグのバーンリーFCへ完全移籍し、5年契約を結んだ。移籍金は非公開だが、1,200万ポンドと報じられている。

## 代表歴
チャドで生まれ、幼少期にフランスへ移住したため、両国の代表資格がある。
2018年から世代別のフランス代表に選出されている。

## 人物
兄のハロウン・チャウナもサッカー選手で、チャド代表に選出経験がある。